# ユスフ・フォファナ (1966年生のサッカー選手)
ユスフ・ファリク・フォファナ（フランス語: Youssouf Falikou Fofana、1966年7月26日 - ）は、コートジボワールの元サッカー選手。元コートジボワール代表。ポジションはFW。

## クラブ歴
1981年にASECミモザで選手となった。1984年にASカンヌに移籍。
1985年にASモナコに移籍すると、1993年まで在籍し188試合に出場した。
1993年にFCジロンダン・ボルドーに移籍。1995年にカルシュヤカSK、アル・ナスルに移籍した。

## 代表歴
U-20代表として1983 FIFAワールドユース選手権に出場した。
A代表としてはアフリカネイションズカップ1992に参加し、優勝した。

## 指導歴
選手引退後はASECアビジャンでスポーツディレクターに就任した。